# Nicolae Țurcanu
Nicolae Țurcanu (în rusă Николай Максимович Цуркану, n. 21 ianuarie 1918, Nezavertailovca, raionul Slobozia, Nistrenia – d. 19 august 1985, Camenca, RSS Moldovenească, URSS) a fost un poet și pedagog român din Transnistria, cunoscut pentru activitatea sa literară și pentru persecuțiile suferite în timpul regimului sovietic.

## Începuturi
Nicolae Țurcanu s-a născut la 21 ianuarie 1918, în Nezavertailovca, pe atunci în Republica Populară Ucraineană. Tatăl său a murit în război, iar mama sa s-a refugiat în Regatul României când Țurcanu avea 8-9 ani. Copilăria sa a coincis cu Holodomorul, făcând foamea des. A debutat în literatură cu placheta de versuri „Întâiul păhar” în 1939, urmată de „Cântece din tinerețe” în 1941. Aceste volume conțineau atât poezii lirice, cât și creații dedicate ideologiei comuniste și liderilor sovietici. A fost primit în Uniunea Scriitorilor din Moldova, fiind coleg cu Emilian Bucov, Lev Barski sau Petrea Cruceniuc.

## Persecuții și detenție
După începutul invaziei germano-române a URSS, Țurcanu l-a rugat pe Barski să-l ajute să se evacueze, dar acesta a refuzat. Țurcanu a rămas astfel în Transnistria, care a intrat sub administrație românească. Fiind bolnav, a fost internat, cu sprijinul lui Nichita Smochină și al fiului său, subprefectul județului Tiraspol, Alexandru, la un spital din București, fiind tratat de profesorul Nicolae Gh. Lupu.
În martie 1942, în timpul administrației românești în Transnistria, Țurcanu a scris poezia „Salutarea noastră”, în care își exprima dragostea față de România. Împreună cu ansamblul Junii Bugului a participat la diverse serate culturale. A studiat operele clasicilor români, interziși în Uniunea Sovietică, a intrat în contact cu intelectualitatea românească și a participat la Universitatea de Vară din Vălenii de Munte. A fost apoi angajat la Institutul Cultural Român din Tiraspol, iar, după reintrarea Transnistriei sub administrație sovietică, a refuzat să se refugieze în România, preferând să rămână pe meleagurile natale, unde era soția sa.
| “ | Bună ziua, deal și vale, Salut, netedă câmpie, Bună ziua frați și neamuri, Salut, dulce Românie… Care-mbătrânind în urmă Înainte-ntinerești, Care slava ți se nalță Din morminte strămoșești. Azi poetul mic își vede Preaseninul chip al tău Cum l-au luminat strămoșii, Cum ți-l are Dumnezeu. Aici doine mult se cântă De-o grădină de poeți, Aici păsările zboară, Aici soare mult aveți. Eu de unde vin, doar norii Las amurguri pe ruine, După douăzeci de ierni Doar azi primăvara vine. Salut, dulce Românie, Mamă, soră, frate, tată, Noi vă zicem bună ziua, Iar adio, niciodată! | ” |

După reinstaurarea autorităților sovietice, se duce la guvernul provizoriu sovietic moldovenesc, aflat la Soroca, unde a fost promovat de prietenul său, Macarie Radul, pentru a fi directorul școlii din Nezavertailovca. Nu a apucat însă să ocupe funcția deoarece, la întâlnire, a fost recunoscut de Emilian Bucov, cu care avea o veche dispută, și care l-a acuzat de trădare și colaboraționism. Poezia sa, "Salutarea noastră", a fost considerată antisovietică, iar în 1944, poetul a fost arestat și, deși inițial achitat, a fost ulterior condamnat la 10 ani de muncă forțată în Gulag. A executat 8 ani din pedeapsă în regiunea Norilsk, Siberia. În perioada de detenție a scris cea mai valoroasă operă a sa, "Caietul Verde", ce include 269 de poezii și 2 poeme, toate scrise cu alfabetul latin. A fost coleg cu Aleksandr Soljenițîn, care a scris despre el în cartea O zi din viața lui Ivan Denisovici.

## Revenirea și activitatea ulterioară
După eliberare, Țurcanu s-a întors în Moldova, fiind stabilit cu domiciliu forțat în raionul Camenca. A lucrat ca vânzător de înghețată sau pescar, a muncit cu ziua. În același timp, și-a reluat activitatea literară și pedagogică, însă aceasta a fost sabotată de Bucov. În 1963, a publicat volumul de poezii „Rod”, marcând revenirea sa în viața culturală, ce a fost sprijinită de Petrea Cruceniuc, Anatol Codru și Nicolae Costenco. A continuat să scrie și să influențeze generațiile tinere (cum ar fi pe scriitorul Nicolae Dabija) până la sfârșitul vieții sale. 

## Deces
Poetul a decedat pe 19 august 1985, la spitalul raional din Camenca, după ce a așteptat o zi pe coridor. El le-ar fi spus medicilor "Nici Dumnezeu nu mă va salva. Sunt distrus complet de lingușitorii care s-au oploșit pe lângă puterea ce le cântă și ei dansează fericiți pe spinarea oamenilor truditori."
Cu doar 2 zile înainte de decesul său, a fost reprimit în Uniunea Scriitorilor din Moldova (USM), însă, la înmormântarea sa, nu a venit niciun delegat. Cu toate acestea, o bună parte din consătenii săi au participat la înmormântarea acestuia.

## Moștenire
În anul 1992 Uniunea Scriitorilor i-a acordat un premiu special (post-mortem) pentru Opera Omnia.
În iulie 1995, Țurcanu a fost inclus post-mortem în Uniunea Scriitorilor din Transnistria.
În prezent, Nicolae Țurcanu este comemorat pentru contribuția sa la literatura română și pentru curajul de a-și exprima sentimentele patriotice în vremuri de opresiune. În 2023, Muzeul Național al Literaturii Române din Chișinău a marcat 105 ani de la nașterea sa, evidențiind impactul său cultural.